# David Lloyd (Squashspieler)
David Lloyd (* 25. Oktober 1965 in Wolverhampton) ist ein ehemaliger englischer Squashspieler.

## Karriere
David Lloyd war in den 1980er-Jahren auf der PSA World Tour aktiv. Seine höchste Platzierung in der Weltrangliste erreichte er mit Rang 14 im August 1986. 
In seiner Juniorenzeit erreichte er 1984 das Finale der Weltmeisterschaft. In diesem unterlag er Chris Robertson klar in drei Sätzen. Bei Europameisterschaften gewann er mit der englischen Nationalmannschaft 1985 den Titel. Zwischen 1982 und 1984 stand er dreimal in Folge im Hauptfeld der Einzelweltmeisterschaft. Bei allen drei Teilnahmen erreichte er die zweite Runde.

## Erfolge
- Europameister mit der Mannschaft: 1985